# Her Price
Her Price  è un film muto del 1918 diretto da Edmund Lawrence. Prodotto e distribuito dalla Fox Film Corporation, era interpretato da Virginia Pearson, Edward J. Rosen, Victor Sutherland, Henry Leone.

## Trama
Marcia Calhoun, cantante lirica di talento ma senza un soldo, spera di poter studiare canto a New York. Ma, priva di mezzi, non sa come fare per seguire le indicazioni del suo maestro di canto, il professor Didot, che le promette una scrittura solo se completerà i suoi studi in Italia dove dovrà restare per almeno un anno. Marcia, disperata, accetta di accompagnare in Italia il milionario Philip Bradley che le propone però di diventare la sua amante: in cambio, lei avrà il denaro che le serve. Dopo qualche mese, però, Philip l'abbandona. Lei continua la sua carriera diventando presto una cantante di successo. Al suo debutto a Parigi, Marcia riceve una proposta di matrimonio da Robert Carroll al quale lei decide di confessare il suo passato. Robert, allora, la lascia. Volendo vendicarsi dell'uomo che l'ha rovinata, Marcia giura che porterà alla rovina non solo Philip, ma anche la sua famiglia. Visto che Philip nel frattempo è morto, lei rivolge i suoi piani di vendetta contro il fratello John. Questi finisce per innamorarsi follemente di lei, tanto da rivelarle tutti i segreti finanziari della famiglia. Lei usa le informazioni per rovinarlo; ma lui, sempre innamorato nonostante tutto, la chiede in moglie.

## Produzione
Il film fu prodotto dalla Fox Film Corporation.

## Distribuzione
Il copyright del film, richiesto da William Fox, fu registrato il 14 luglio 1918 con il numero LP12660.
Distribuito dalla Fox Film Corporation, il film uscì nelle sale cinematografiche statunitensi il 14 luglio 1918.
Non si conoscono copie ancora esistenti della pellicola che viene considerata presumibilmente perduta.